# Scenic Oaks
Scenic Oaks és una concentració de població designada pel cens dels Estats Units a l'estat de Texas. Segons el cens del 2000 tenia 3.279 habitants.

## Demografia
Segons el cens del 2000, Scenic Oaks tenia 3.279 habitants, 1.190 habitatges, i 996 famílies. La densitat de població era de 152 habitants per km².
Dels 1.190 habitatges en un 36,6% hi vivien nens de menys de 18 anys, en un 75,7% hi vivien parelles casades, en un 5,8% dones solteres, i en un 16,3% no eren unitats familiars. En el 14,5% dels habitatges hi vivien persones soles el 4,8% de les quals corresponia a persones de 65 anys o més que vivien soles. El nombre mitjà de persones vivint en cada habitatge era de 2,76 i el nombre mitjà de persones que vivien en cada família era de 3,05.
Per edats la població es repartia de la següent manera: un 25,8% tenia menys de 18 anys, un 4,8% entre 18 i 24, un 24% entre 25 i 44, un 35,2% de 45 a 60 i un 10,1% 65 anys o més.
L'edat mediana era de 43 anys. Per cada 100 dones de 18 o més anys hi havia 94 homes.
La renda mediana per habitatge era de 88.127 $ i la renda mediana per família de 97.948 $. Els homes tenien una renda mediana de 60.882 $ mentre que les dones 42.353 $. La renda per capita de la població era de 34.980 $. Aproximadament el 3,2% de les famílies i el 3,8% de la població estaven per davall del llindar de pobresa.

## Poblacions més properes
El següent diagrama mostra les poblacions més properes.